# Frank László (újságíró)
Frank László, teljes nevén Frank Márk László (Budapest, 1890. február 2. – Budapest, 1965. június 30.) újságíró, író, riporter, lapszerkesztő.

## Élete
Frank Zsigmond (1851–1919) és Müller Terézia (1862–1947) gyermekeként született zsidó családban. A Barcsay utcai Magyar Királyi Állami Főgimnáziumban érettségizett, majd a Budapesti Tudományegyetem Jogi karának hallgatója volt. Már fiatalon tagja lett a Galilei Körnek, amelyben nővére, Frank Klára mint titkár tevékenykedett. A Tanácsköztársaság idején fővárosi osztályvezető volt. A proletárdiktatúra bukása után Bécsbe menekült, ahol a Bécsi Magyar Újság szerkesztőségének tagja lett. Később Berlinben dolgozott mint újságíró. Egon Erwin Kisch baráti köréhez tartozott. Hitler hatalomra jutásakor, 1933-ban visszament Bécsbe. Az Anschluss után börtönbe került, de sikerült kiszabadulnia és Kínába emigrált. Sanghajban angol és német nyelvű lapot adott ki. A második világháború befejezésekor Bécsbe költözött, ahol az osztrák kommunista párt hivatalos lapja, a Volkstimme munkatársaként működött. 1949-ben visszatérve Magyarországra az Újítók Lapja, a Könyvbarát, majd a Freies Leben, ill. a Neue Zeitung főszerkesztője volt. Halálát tüdővizenyő okozta.
Első felesége (1926 és 1934 között) Székely Marion (1896–1984) opera-énekesnő volt. Második házastársa Solti Erzsébet volt, akit 1950-ben vett nőül.

## Művei
- Tajvan, a távolkeleti tűzfészek (Budapest, 1955)
- Atomlázadás (regény, Budapest, 1955)
- Szélhámosok, kalandorok (Budapest, 1956)
- Sanghajba menekültem (Budapest, 1960)
- Café Atlantis (Budapest, 1963)